# Erik Trinkaus
Erik Trinkaus, PhD (24 december 1948) is een vooraanstaande  Amerikaanse paleoantropoloog en deskundige  over de neanderthalers en hun plaats in de menselijke evolutie. Hij is lid van de National Academy of Sciences, medewerker van diverse wetenschappelijke publicaties, waaronder Natural History en Scientific American, en hij treedt veelvuldig op in de media om toelichting te geven over de inzichten en ontwikkelingen op zijn vakgebied. Hij bekleedt de Mary Tileston Hemenway-leerstoel in de fysieke antropologie aan de Washington University in  St.Louis in de Verenigde Staten.